# Grand Prix San Giuseppe
Le Grand Prix San Giuseppe (en italien : Gran Premio San Giuseppe) est une course cycliste italienne disputé autour de Montecassiano. De 2005 à 2013, il fait partie de l'UCI Europe Tour en catégorie 1.2. Il est par conséquent ouvert aux équipes continentales professionnelles italiennes, aux équipes continentales, à des équipes nationales et à des équipes régionales ou de clubs. Les UCI ProTeams (première division) ne peuvent pas participer. Depuis 2014, la course est disputée dans le calendrier amateur italien.
L'édition 2020 est annulée en raison du contexte sanitaire lié à la pandémie de Covid-19.